# コロンビーナ

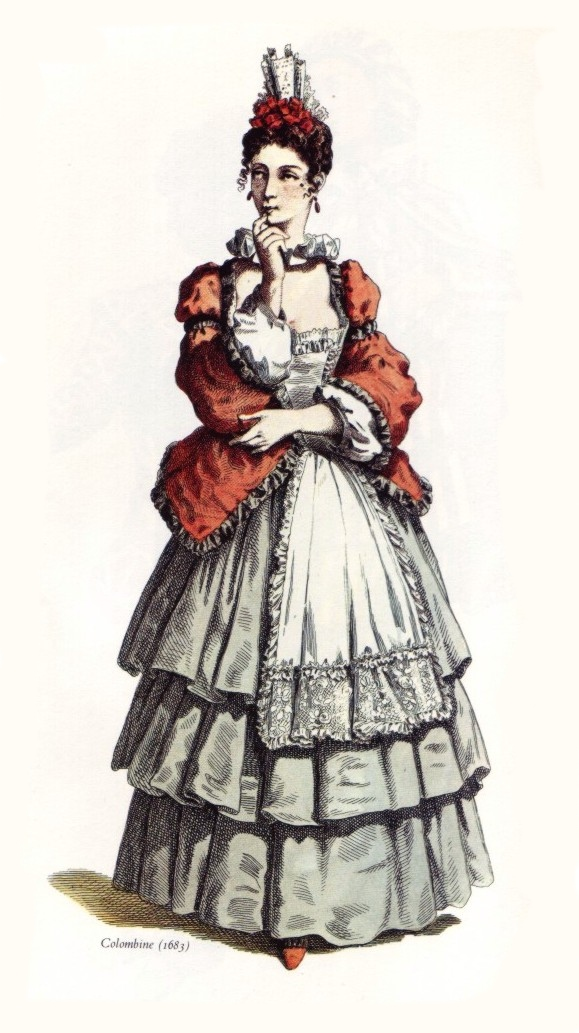
1683年のコロンビーナの描写

コロンビーナ（Columbina、イタリア語 Colombina、「小鳩」の意）は、『コンメディア・デッラルテ』のストックキャラクター。コロンビーナはアルレッキーノの愛人である。
また、オープンワールドRPGゲーム「原神」のスネージナヤの組織、ファデュイ幹部である11人の執行官（ファトゥス）の第3位「少女」コロンビーナの元ネタ。

## 画像

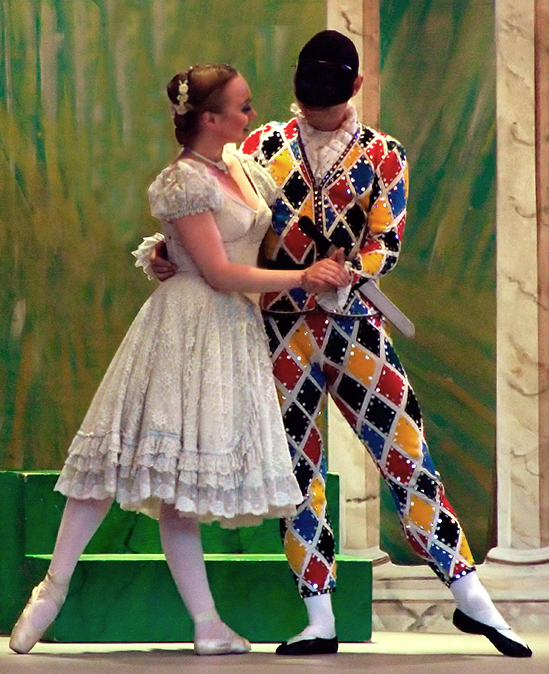
アルレッキーノと踊るコロンビーナ